# Glaresis freyi
Glaresis freyi är en skalbaggsart som beskrevs av Rudolph Petrovitz 1968. Glaresis freyi ingår i släktet Glaresis och familjen Glaresidae. Inga underarter finns listade i Catalogue of Life.